# Samantha Stylle
Samantha Stylle (Sacramento, California; 13 de octubre de 1977) es una actriz pornográfica estadounidense.

## Biografía
Natural del estado de California, Samantha Bentley, nombre artístico de Lisa Marie Wertz, nació en octubre de 1977. En el instituto llegó a representar al mismo como modelo de Naciones Unidas. Comenzó trabajando en un club de estriptis de su ciudad natal, donde se encontró a la leyenda de la industria pornográfica Ron Jeremy, a quien preguntó por iniciar su carrera como actriz. Tras conocer al también actor Seymore Butts, debutaría como actriz pornográfica en 1997, a los 20 años de edad.
Como actriz, ha trabajado con estudios como VCA Pictures, Insomnia, Seymore Butts, Sin City, Rosebud, Elegant Angel, Vivid, Evil Angel, Noose, Wicked, Darkstar, Popshots, New Sensations, Odyssey o Pure Play Media, entre otros.
En mayo de 1998 fue detenida en Los Ángeles junto a Alisha Klass y Halli Aston por conducta lasciva y obscena tras un episodio de carácter sexual en el que las tres chicas realizaban sexo oral delante del público que acudía a la convención Erotica L.A. Se enfrentaron inicialmente a un año de cárcel y a una multa de 1000 dólares, si bien la causa finalmente fue archivada.
En 1999 debutaría en los Premios AVN siendo nominada en las categorías de Mejor actriz revelación y Mejor escena de sexo lésbico en grupo por su trabajo en Tushy Girls Slumber Party. Se alzaría, así mismo, con los premios a la Mejor escena de sexo anal y a la Mejor escena de sexo en grupo, ambas por la película Tushy Heaven. En el año 2000 volvería a ser nominada por Service Animals 2 a la Mejor escena de sexo en grupo.
Se retiró de la industria en 2003, habiendo aparecido en un total de 71 películas como actriz.

## Premios y nominaciones
| Año  | Ceremonia    | Resultado | Premio                                        | Trabajo                   |
| ---- | ------------ | --------- | --------------------------------------------- | ------------------------- |
| 1999 | Premios AVN  | Nominada  | Mejor actriz revelación                       | —                         |
| 1999 | Premios AVN  | Ganadora  | Mejor escena de sexo anal                     | Tushy Heaven              |
| 1999 | Premios AVN  | Ganadora  | Mejor escena de sexo en grupo                 | Tushy Heaven              |
| 1999 | Premios AVN  | Nominada  | Mejor escena de sexo lésbico en grupo         | Tushy Girls Slumber Party |
| 1999 | Premios XRCO | Ganadora  | Mejor escena de sexo anal o doble penetración | Tushy Heaven              |
| 2000 | Premios AVN  | Nominada  | Mejor escena de sexo en grupo                 | Service Animals 2         |